# نيكولا يوفانوفيتش
نيكولا يوفانوفيتش (مواليد 18 سبتمبر 1952) هو لاعب كرة قدم. يلعب مع منتخب يوغوسلافيا لكرة القدم. سبق له أن لعب في كأس العالم لكرة القدم مع منتخب بلاده.

## مسيرته الكروية
لعب نيكولا يوفانوفيتش خلال مسيرته الاحترافية مع 3 أندية في اثنا عشر موسمًا وسجل خلالها 6 أهداف ضمن 108 مباراة. حيث فاز في موسم واحد بالكأس وفي موسمين بالدوري.
خاض نيكولا يوفانوفيتش مسيرته مع نادي بودوتشنوست بودغوريتسا في موسم 1972–73 في المرة الأولى واستمر معه طيلة ثلاثة مواسم ثم في موسم 1981–82 لمدة موسم واحد، مشاركًا طوالها في 12 مباراة سجل خلالها هدفًا واحدًا. ثم انتقل إلى نادي النجم الأحمر بلغراد في موسم 1975–76 ليلعب معه خمسة مواسم، حيث شارك في 75 مباراة سجل خلالها هدفًا واحدًا أيضًا. لينتقل بعدها إلى نادي مانشستر يونايتد في موسم 1979–80 في المرة الأولى ولمدة موسمين ثم في موسم 1982–83 لمدة موسم واحد، مشاركًا طوالها في 21 مباراة سجل خلالها 4 أهداف.

## روابط خارجية
- نيكولا يوفانوفيتش على موقع الاتحاد الدولي (مؤرشف)  (الإنجليزية)
- نيكولا يوفانوفيتش على موقع قاعدة بيانات كرة القدم.إي يو (الإنجليزية)
- نيكولا يوفانوفيتش على موقع ناشيونال فوتبول تيمز (الإنجليزية)